# U61000

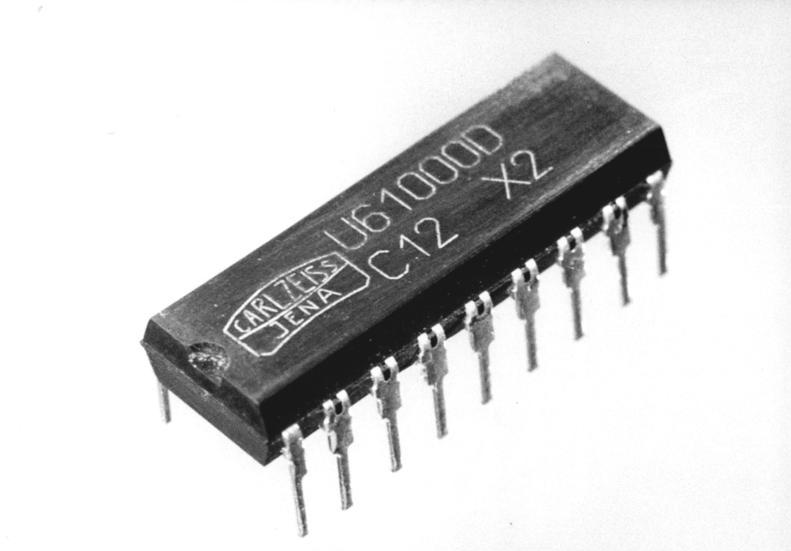
1메가비트 DRAM U61000D

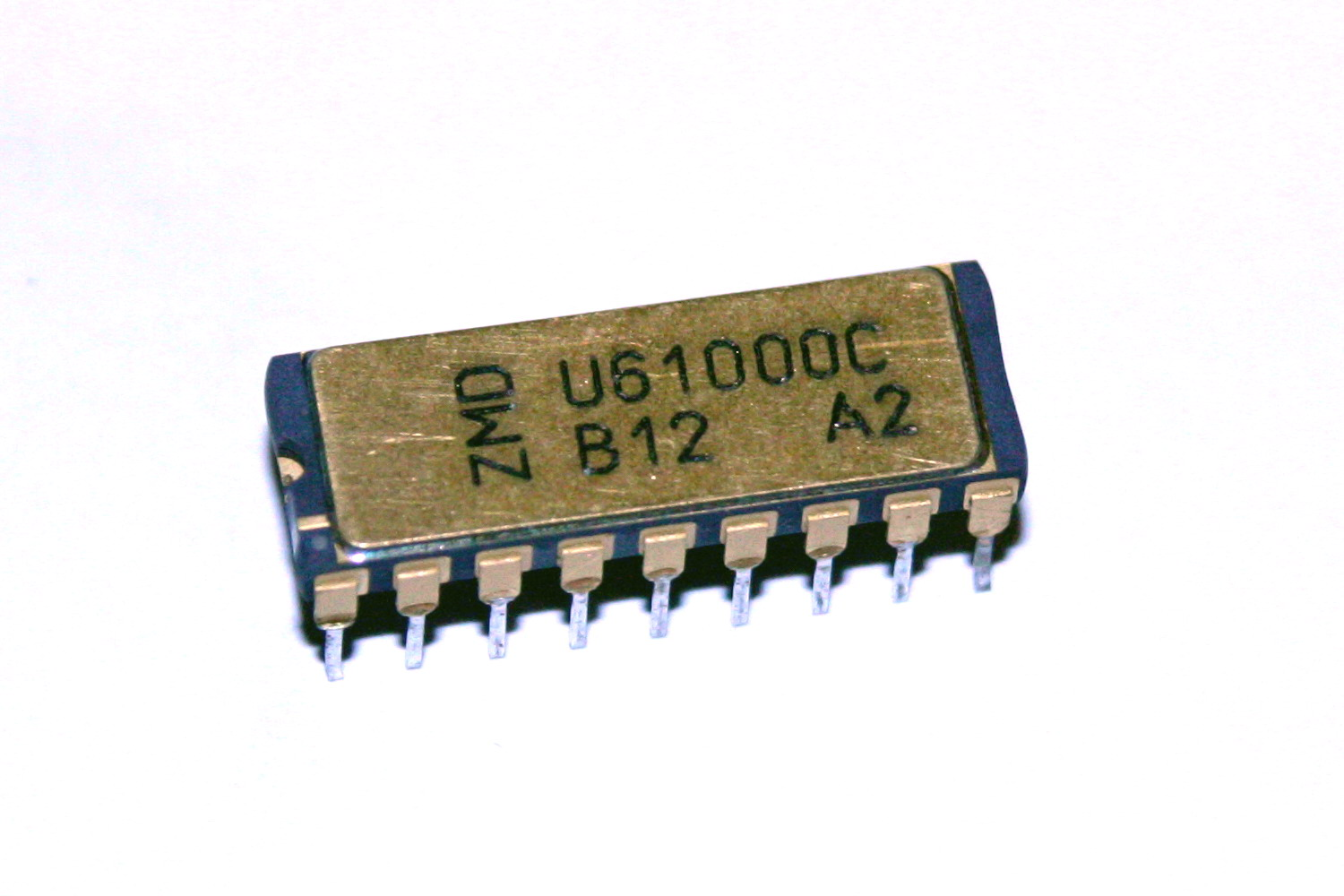
CMOS 공정으로 제작된 U61000C

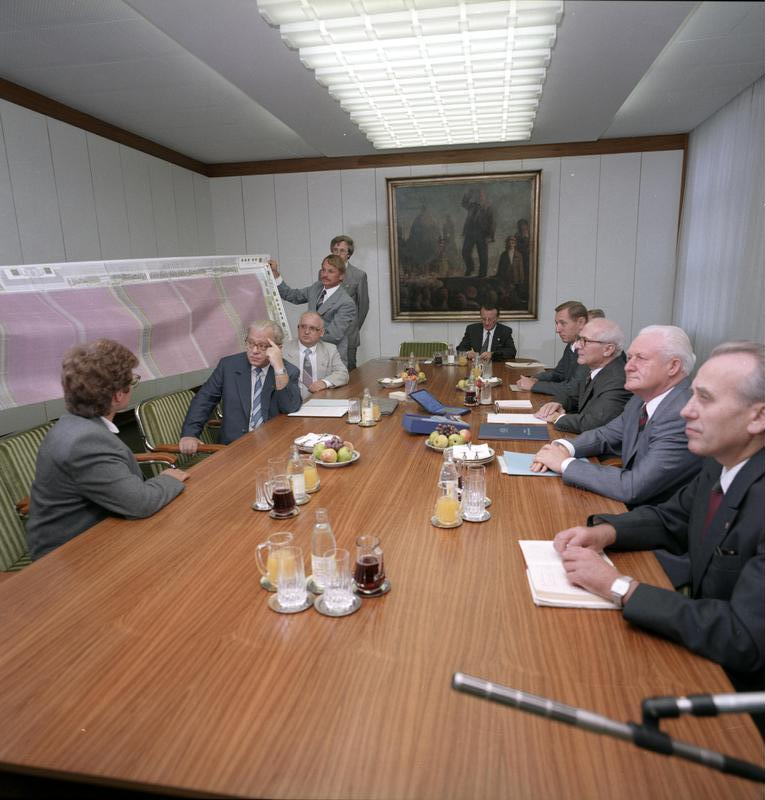
에리히 호네커에게 수여된 초도 생산 U61000

U61000은 동독에서 개발한 1메가비트(1Mb) DRAM 메모리이다. 1986년에 드레스덴 마이크로일렉트로닉 연구소(VEB Forschungszentrum Mikroelektronik Dresden, ZED)과 VEB 카를 차이스 예나에서 공동으로 개발했으며, 1990년 카를 마르크스 에르푸르트 마이크로일렉트로닉(VEB Mikroelektronik „Karl-Marx“ Erfurt)의 ESO III 공장에서 양산될 예정이었다. 서방 세계의 511000 DRAM과 동등한 기술적 사양을 가지고 있으며, 1.2 µm CMOS 공정으로 생산되었으며, U61000D는 18핀 DIL 패키지, U61000C는 세라믹 패키지로 포장되었다. 내부적으로는 1024K×1비트로 배치되어 있으며 RAS 레이턴시는 100-120 ns이다. 로보트론에서 생산한 K 1820, K 1840, EC 1835 컴퓨터에 탑재되었다.

## 역사
1986년 2월 11일 독일 사회주의통일당 지도부의 결정에 따라서 드레스덴 마이크로일렉트로닉 연구소(ZED)에 3년 내에 1메가비트 DRAM을 개발하고 1990년에 양산하는 새로운 집적 회로 개발 프로젝트(미크론 계획; Projekt „Mikron“)가 배당되었다. 당시 동독에서 생산되었던 도시바 기술을 기반으로 드레스덴에서 생산되었던 64킬로비트(U6164) 및 256킬로비트(U61256) DRAM을 기반으로 하여 1메가비트 DRAM을 개발해야 했다. 개발 준비 작업을 위해서 슈타지의 대외정보국 14과에서는 지멘스에서 VLSI 생산 기술 문서를 입수했다. 지멘스는 자사 제품 생산을 위해서 도시바에서 해당 기술을 라이선스받았으며, 대량 생산을 위해서 지멘스 자체적인 기술이 대거 투입되었다. 반면 ZMD 측 기술자는 입수한 기술이 별로 도움이 되지 않았다고 밝혔으며, 예나에서 개발 중이었던 방향과 일치하지 않았다고 했다. 이에 대해서 슈타지는 자신들의 노력이 무시당했다고 여겼다. 지멘스에서 의뢰한 미국 CIA의 사후 조사에 의하면 드레스덴에서 개발된 칩에 지멘스 기술이 사용된 증거를 찾을 수 없었다.
코콤 금수조치에 의해서 동독에서는 반도체 생산에 필요한 장비 및 생산 기술을 세계 시장에서 합법적으로 획득할 수 없었다. 그 결과 스테퍼, 전자빔 리소그래피, LPCVD, 이온 밀링 머신, 패키징 공정에 필요한 장비를 칼자이스 예나 및 VEB Elektromat Dresden에서 직접 개발 및 생산했다. 플라즈마 에처 및 이온 임플랜터 장비는 소련과의 협력으로 획득할 예정이었다. 그러나 소련에서 조달한 장비의 품질이 기준을 만족시키지 못했기 때문에 SED 지도부에서는 서독 및 다른 서방 국가에서 비공식적인 경로로 수입해 오기로 결정했다.
 이렇게 수입해 온 장비는 ZMD 측 기술자들이 원하는 의도대로 사용하기 위해서 수정 과정을 거쳐야 했다.
1988년 8월 10일에 최초로 1메가비트 양품 DRAM이 생산되어 검증 장비를 통한 검증이 완료되었다. 해당 1호 생산품은 1988년 9월 12일에 에리히 호네커에게 수여되었다. 그 해 DRAM 개발팀은 개발에 대한 공로로 동독 국가상을 수여받았다. 1989년 라이프치히 신년박람회에서는 U61000이 금메달을 수여받았다.
1988년에는 ZMD의 시제품 생산 공정에서 5,000개의 U61000이 생산되었다. 1989년에는 30,000개가 생산되었으나 수율은 최대 20%에 불과했다. 칩 개발은 1990년 초에 종료되었고, KME 에르푸르트의 ESO III 공정에서의 생산은 생산 설비 도입의 어려움으로 인해서 진행되지 못했다. 4메가비트 DRAM 개발이 계획되어 있었으나 양산이 불가능하다는 이유로 최종적으로는 취소되었다.
동서독 통일로 인한 금수조치 해제로 1990년 7월부터는 동독에서 생산했던 반도체의 서방 세계 원본판을 더 저렴한 가격에 더 원활하게 입수할 수 있었기 때문에 경제적인 생산이 불가능해졌다.

## 갤러리

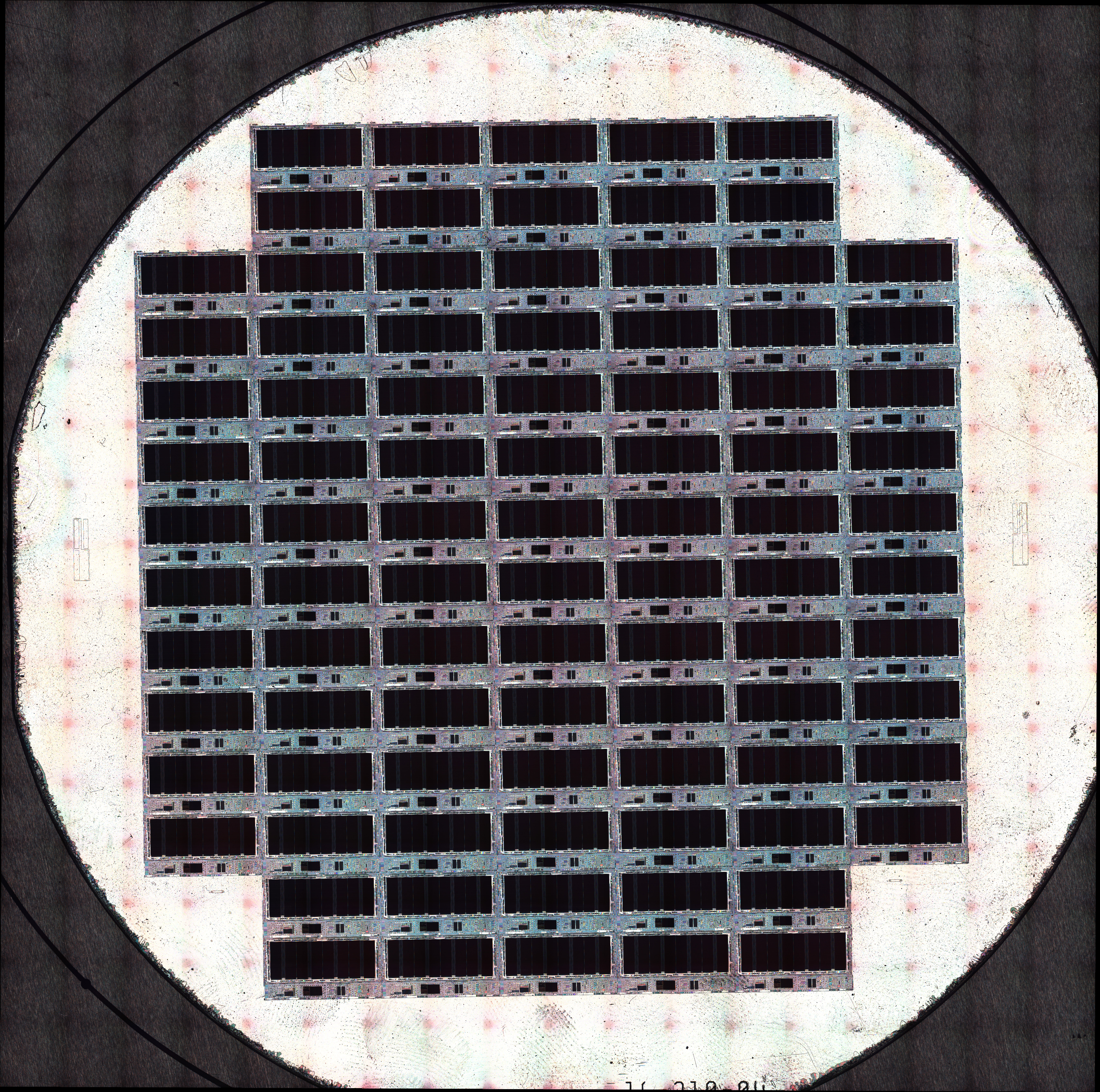
U61000 칩 90개가 포함된 지름 125 mm 실리콘 웨이퍼
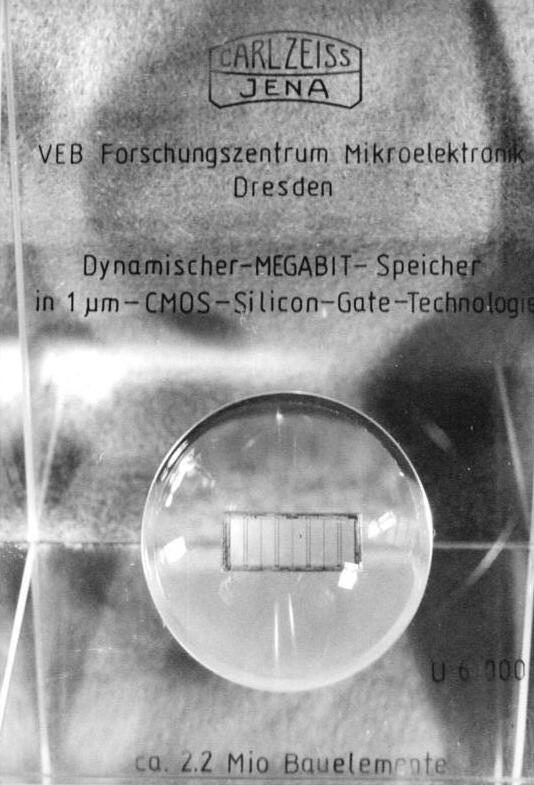
유리 렌즈 뒤에 있는 U61000D(본 독일박물관에 소장 중)
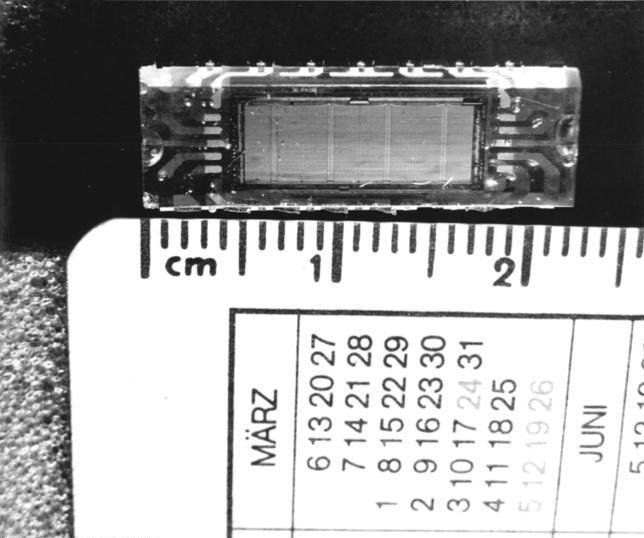
U61000D 크기 비교
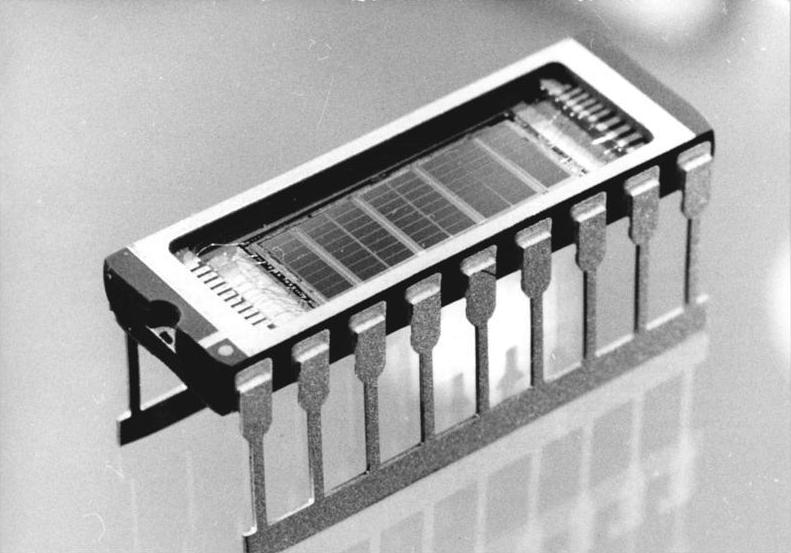
포장이 해제된 U61000C
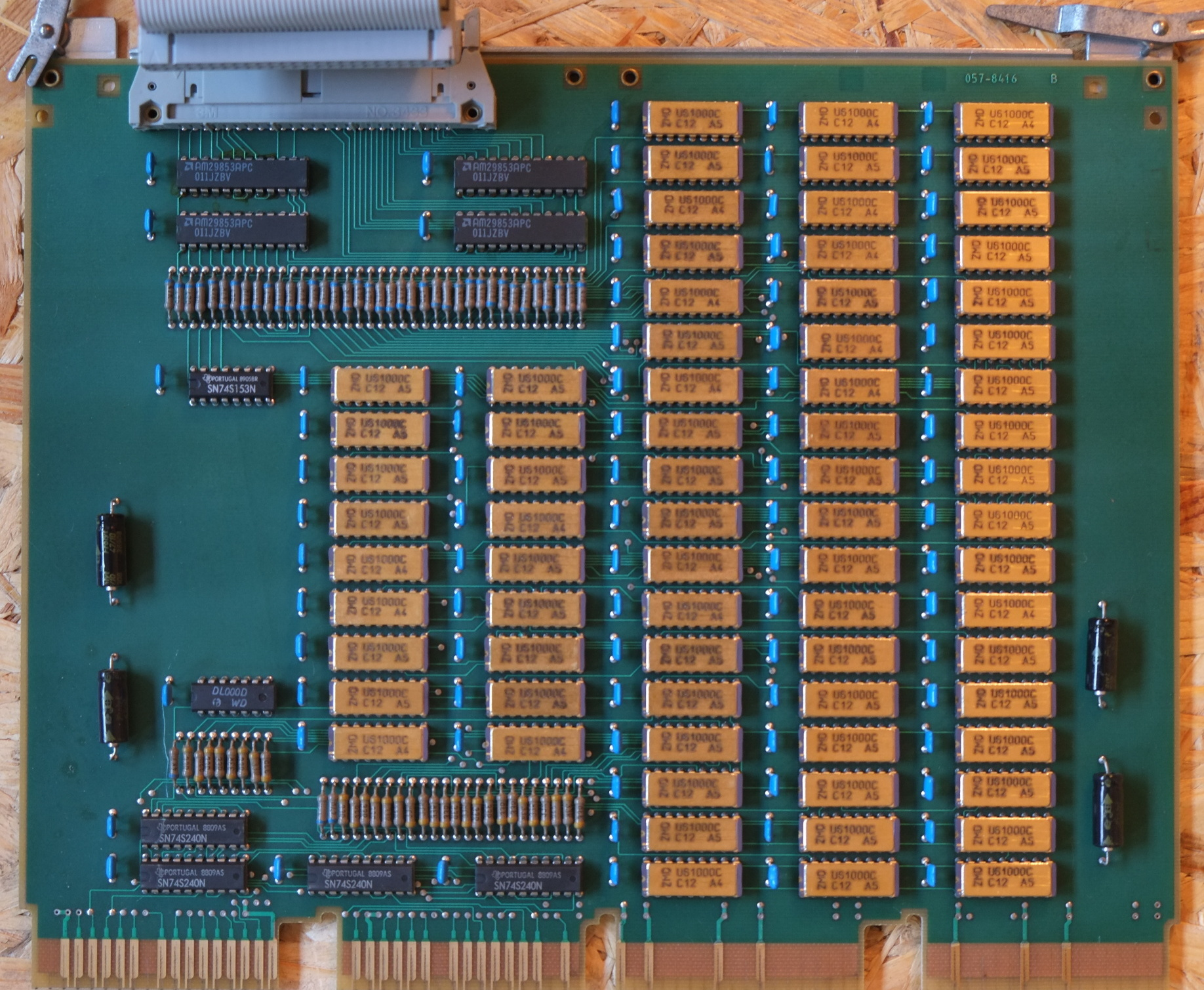
K1820에 장착된 RAM 모듈 MSC20

## 참고 문헌
- Datenbuch Mikroelektronik Gesamtübersicht. Info-Verlag electronic, Berlin 1990, S. 257.
- Autorenkollektiv: Nutzerhandbuch K 1821/K 1822. VEB Robotron-Elektronik Dresden, November 1989.
- Autorenkollektiv: Technisches Handbuch Speichermodul MSC20. VEB Robotron-Elektronik Dresden, Dezember 1989.
- Detlef Borchers: Hemmungslose Optimisten: 30 Jahre DDR-Chip U61000. heise.de, 12. September 2018.